# 황성재
황성재(1982년 6월 2일 ~ )는 대한민국의 발명가, 창업자, 그리고 투자자이다. 인간-컴퓨터 상호작용 분야와 연관된 수십편의 논문과 수백건의 특허를 보유하고 있다. 매그펜, 가상 손가락, 및 멀티터치 한글입력 방법 등 다양한 스마트폰 입력 기술을 발명하였으며, 그가 보유한 특허 중 수십건은 세계 유수 기업 및 스타트업으로 성공적으로 매각(IP EXIT) 되었다. 기술기반 엑셀러레이터인 퓨처플레이(Futureplay)의 설립 파트너를 일임했었다. (주)플런티, (주)엑스와이지 등 다양한 기술기반 회사를 공동 설립하였으며, 이 중 플런티는 2015년 삼성전자에 국내 스타트업으로는 최초로 인수되었다. 현재는 국내 최초의 로봇 바리스타 협력 카페인 라운지엑스의 로봇을 만든 (주)엑스와이지의 대표이자 국내외 스타트업의 엔젤 투자자로도 활발히 활동하고 있다.

## 학력 사항
- 카이스트 문화기술대학원 박사
- 카이스트 전산학 (문화기술학제) 석사
- 광운대학교 컴퓨터소프트웨어학 학사